# ابور و تینا
ابور و تینا (به انگلیسی: Abor & Tynna) گروه موسیقی دو نفره اتریشی است.
آن‌ها نماینده آلمان در یوروویژن ۲۰۲۵ هستند.